# Anette Egelund
Anette Christine Egelund Holm (ved dåben: Hugo Holm) (født 27. marts 1956) er en tidligere dansk politiker og transkønnet
Anette Egelund voksede op i Svendborg, hvor hun arbejdede en årrække som sømand hos skibsreder Niels Henriksen fra Svendborg Bugser. Hun bor i dag i Holeby på Lolland.
Egelund blev senere politisk aktiv i Fremskridtspartiet. Efter at Pia Kjærsgaard i 1988 var kommet ud for en trafikulykke blev Anette Egelund, der havde fået 157 stemmer på Fyn ved valget den 10. maj 1988, hendes suppleant i Folketinget. Hun blev senere fast medlem på tinge, da Jørgen Jørgensen måtte trække sig af helbredsmæssige årsager. 10. januar 1990 blev hun løsgænger da hun blev ekskluderet af Fremskridtspartiet efter en dom for spritkørsel og forsøg på forsikringssvindel.. 1. november 1990 mistede hun sit folketingsmandat da Folketinget vedtog at hun havde mistet sin valgbarhed efter en dom ved Østre Landsret på 6 måneders fængsel for vold, urigtig anmeldelse til politiet med forsæt til, at en uskyldig skulle straffes, forsøg på bedrageri over for et forsikringsselskab samt spirituskørsel.
Fra 2003 til 2004 var Egelund færgemand på ruten Mellerup-Voer over Randers Fjord, hvor hun som ansat af A.A. Transport og Færgefart Aps sejlede den lille færge M/F Ragna.
I 2000 valgte Hugo at skifte navn til Anette og i 2004 fik hun en kønsskifteoperation i Thailand, og skiftede navn til Anette Egelund. Hun har siden arbejdet som oldfrue.
Anette Egelund blev siden medlem af Det Radikale Venstre, var medstifter af Borgerligt Centrum, og var i 2009 kandidat til regionsrådsvalget for Liberal Alliance i Region Hovedstaden, men blev ikke valgt.